# سوسان رویتر
سوسان رویتر (سوئدی: Suzanne Reuter؛ ‏ تلفظ سوئدی: [sɵˈsan: ˈrœ̌jtɛr]؛ ‏ زادهٔ ۱۴ ژوئن ۱۹۵۲) بازیگر اهل سوئد است.
از فیلم‌ها یا مجموعه‌های تلویزیونی که وی در آن‌ها نقش داشته‌است، می‌توان به مادربزرگ و پروردگارمان اشاره نمود.